# Сыаганнах
Сыаганна́х (якут. Сыаганнах) — село в Абыйском улусе Якутии. Административный центр и единственный населённый пункт Мугурдахского наслега.

## География
Село находится за Северным полярным кругом, на расстоянии 160 км к юго-западу от посёлка Белая Гора, административного центра улуса. Ландшафт в основном представлен лесотундрой, в растительности преобладает даурская лиственница.

## История
Согласно Закону Республики Саха (Якутия) от 30 ноября 2004 года N 173-З N 353-III село возглавило образованное муниципальное образование Мугурдахский наслег.

## Население
| 2002 | 2010 | 2011 | 2012 | 2013 | 2014 | 2015 | 2016 |
| ---- | ---- | ---- | ---- | ---- | ---- | ---- | ---- |
| 447  | ↘421 | →421 | ↘420 | ↘406 | ↘403 | ↘394 | ↘390 |
| 2017 | 2018 | 2019 | 2020 | 2021 |      |      |      |
| ↘381 | ↘373 | ↘369 | ↗371 | ↘370 |      |      |      |

## Улицы
- ул. Ильяховой,
- ул. Лесная,
- ул. Озёрная,
- ул. Реброва.

## Экономика
В селе расположен хозяйственный центр коллективного государственного сельскохозяйственного предприятия «Быйанг», ведущего традиционные отрасли хозяйства — оленеводство и промыслы (рыбный и пушной).

## Транспорт
Автозимник «Белая Гора — Абый — Дёску — Сыаганнах».

## Известные уроженцы
- Ильяхов, Петр Николаевич (1938—2004) — советский и российский учёный-шаманист.

## Ссылка
- sakha.gov.ru — официальный сайт информационного портала Республики Саха (Якутия)
- № 0127186 / Реестр наименований географических объектов на территорию Республики Саха (Якутия) по состоянию на 13.12.2018 // Государственный каталог географических названий / rosreestr.ru.
- Лист карты R-54-132.